# Edgar Theisen
Edgar Theisen (* 19. September 1890 in Aachen; † 20. Juni 1968 in Mönchengladbach) war ein deutscher General der Artillerie im Zweiten Weltkrieg, später Priester und Monsignore.

## Leben
Theisen war Sohn eines Kommis (alte Bezeichnung für einen Kontoristen). Am 20. Februar 1908 trat er als Fahnenjunker in das 4. Lothringische Feldartillerie-Regiment Nr. 70 der Preußischen Armee ein und wurde am 19. August 1909 mit Rangdienstalter vom 17. August 1907 zum Leutnant befördert. Er nahm am Ersten Weltkrieg teil und war als Hauptmann im Generalstab des Generalkommandos des XI. Armee-Korps. Für sein Wirken hatte man ihn mit beiden Klassen des Eisernen Kreuzes, dem Verwundetenabzeichen in Silber, dem Bayerischen Militärverdienstorden IV. Klasse mit Schwertern, dem Hamburger Hanseatenkreuz sowie dem Österreichischen Militärverdienstkreuz III. Klasse mit Kriegsdekoration ausgezeichnet.
Nach dem Krieg wurde Theisen in die Reichswehr übernommen, wo er u. a. im 1. (Preußisches) Artillerie-Regiment sowie im Generalstab der 1. Division in Königsberg wirkte. Am 1. April 1932 erfolgte die Beförderung zum Oberstleutnant und am 1. Juni 1934 zum Oberst. Am 1. Mai 1936 erfolgte seine Ernennung zum Inspekteur der Nebeltruppen und Gasabwehr (In 9) im Oberkommando des Heeres. Am 1. Oktober 1937 wurde er zum Generalmajor befördert.
Ab August 1939 wurde er Kommandeur der neu aufgestellten 262. Infanterie-Division. Am 1. Oktober 1939 wurde er zum Generalleutnant befördert. Mit der Division nahm er am Unternehmen Barbarossa teil. Für seinen Einsatz an der Ostfront erhielt er am 11. Januar 1942 das Deutsche Kreuz in Gold. Vom 15. September 1942 bis 21. Februar 1944 war er Kommandierender General des LXI. Reserve-Armeekorps. Am 1. Oktober 1942 wurde er zum General der Artillerie befördert. Ab 4. April 1944 war er Leiter des Sonderstabs z.b.V. (zur besonderen Verwendung) beim Oberbefehlshaber West und in gleicher Funktion vom 14. August 1944 bis 26. August 1944 bei der Heeresgruppe G. Ende 1944 wurde er aus dem aktiven Dienst verabschiedet.
Nachdem seine Ehefrau Christel und sein Sohn nach Kriegsende von einem sowjetischen Zwangsarbeiter ermordet wurden – sein älterer Sohn war bereits 1944 bei der Versenkung von U 107 umgekommen –, begann er mit dem Studium der katholischen Theologie. Die Priesterweihe fand 1952 im Aachener Dom statt. In Mönchengladbach war er anschließend bis 1964 Klinikpfarrer im Krankenhaus Maria Hilf. Er wurde Prälat und durch Papst Pius XII. zum Monsignore ernannt. 1964 legte er sein Amt als Pfarrer nieder.